# Myiophobus flavicans
Caça-moscas-amarelo ou filipe-amarelado (Myiophobus flavicans) é uma espécie de ave da família Tyrannidae.
Pode ser encontrada nos seguintes países: Colômbia, Equador, Peru e Venezuela.
Os seus habitats naturais são: regiões subtropicais ou tropicais húmidas de alta altitude.